# Vladislav Volkov
Pour les articles homonymes, voir Volkov.
Vladislav Nikolaïevitch Volkov (en russe : Владислав Николаевич Волков) est un cosmonaute soviétique, né le 23 novembre 1935 et mort accidentellement le 30 juin 1971, au cours du retour sur Terre.

## Biographie
Volkov est diplômé de l'Institut d'aviation de Moscou et pratique notamment le handball au sein de la section de l'établissement, le MAI Moscou.

## Vols réalisés
- Le 12 octobre 1969, il est ingénieur de vol à bord de Soyouz 7. Il atterrit le 17 octobre 1969.
- Le 6 juin 1971, il s'envole avec Gueorgui Dobrovolski et Viktor Patsaïev à  bord de Soyouz 11 pour un séjour de 23 jours à bord de Saliout 1 (nouveau record de durée de vol). Lors du retour sur Terre, une valve de la capsule s'ouvre accidentellement et la capsule se dépressurise brusquement, asphyxiant instantanément les trois membres de l'équipage. La capsule Soyouz atterrira seule en mode automatique.

## Hommages
Son nom figure sur la plaque accompagnant la sculpture Fallen Astronaut déposée sur la Lune le 1er août 1971 par l'équipage d'Apollo 15.

## Divers
Les astéroïdes numérotés 1789 à 1791 ont été baptisés en hommage aux trois cosmonautes, ainsi que trois cratères lunaires.